# トード (スイスのバンド)
トード（Toad）は、1970 年にスイスのバーゼルで結成されたハードロックバンド。 

## 概要
バンドはメンバー・チェンジを繰り返したが、最も長く続いた一貫したラインナップは、リードギターとボーカルのヴィック・ヴェルジェット、ベースとボーカルの元ブレインチケットメンバーのヴェルナー・フレーリッヒ、ドラムのコジモ・ランピスのトリオ。
代表曲はジミ・ヘンドリックスの「Purple Haze」とビートルズの「I Saw Her Standing There」のカバー、そしてオリジナル曲の「Usin' My Life」と「Stay!」。最初の2枚のアルバムはマーティン・バーチがエンジニアを務めた。
バンドは国外では商業的に成功しなかったが、その獰猛さ、音楽性、ステージング（特にヴェルジェットが歯でギターを弾くところ）により、ライブでは人気を博した。彼らのコンサートは、しばしばジミ・ヘンドリックスのコンサートと比較された。

## バンドメンバー

### オリジナル・メンバー
- ベンジャミン "ベニ"・ジャガー – リードボーカル
- ヴィットリオ "ヴィック"・ヴェルジェット – ギター、バッキングボーカル、キーボード、ピアノ、メロトロン
- ヴェルナー・フレーリッヒ - ベース、バッキングボーカル、モーグ・シンセサイザー
- コジモ・ランピス - ドラム、コンガ、パーカッション、バッキングボーカル

### その後の参加メンバー
- アンドレ・ブザー – ベース
- シーザー・ペリグ - ベース
- ケルビン・ブレン – ベース
- クラウディオ・サルシ - ドラムス

## ディスコグラフィー

### アルバム
- 1971 - Toad
- 1972 - Tomorrow Blue
- 1974 - Dreams
- 1993 - Stop This Crime
- 1995 - Hate to Hate
- 2003 - B.U.F.O. (ブルース・ユナイテッド・ファイティング・オーガニゼーション)
- 2004 - Behind the Wheels

### ライヴ・アルバム
- 1973 - Open Fire: Live in Basel 1972
- 1978 - Yearnin' Learnin': Live 1978 (recorded live in Geneva)
- 1994 - The Real Thing (recorded live in Brienz)
- 2005 - Live at St. Joseph (Basel) 22.04.1972 (copy from Live at St. Joseph)

### コンピレーション・アルバム
- 1978 - The Best of Toad
- 1979 - Tomorrow Blue
- 1992 - Rarities
- 1999 - Toad Trilogy
- 2003 - Toad Box

### シングル
- 1971 - "Stay!" / "Animal's World"
- 1971 - "I Saw Her Standing There" / "Green Ham"
- 1972 - "Fly" / "No Need"
- 1975 - "Purple Haze" / "Making You Feel Right"
- 1977 - "Baby You" / "I'm Going"